# Sun Xiaoqian
Sun Xiaoqian (chiń. 孙晓倩; ur. 11 sierpnia 1996) – chińska judoczka. Olimpijka z Tokio 2020, gdzie zajęła siedemnaste miejsce w wadze średniej.
Uczestniczka mistrzostw świata w 2019. Startowała w Pucharze Świata w 2018 i 2019. Brązowa medalistka mistrzostw Azji w 2021 roku.

## Letnie Igrzyska Olimpijskie 2020
| Konkurencja | Eliminacje                | Klas. końcowa |
| Konkurencja | Przeciwnik I              | Miejsce       |
| ----------- | ------------------------- | ------------- |
| 70 kg       | Elisawet Teltsidu (GRE) P | 17.           |